# Daniel Prévost (Schauspieler)

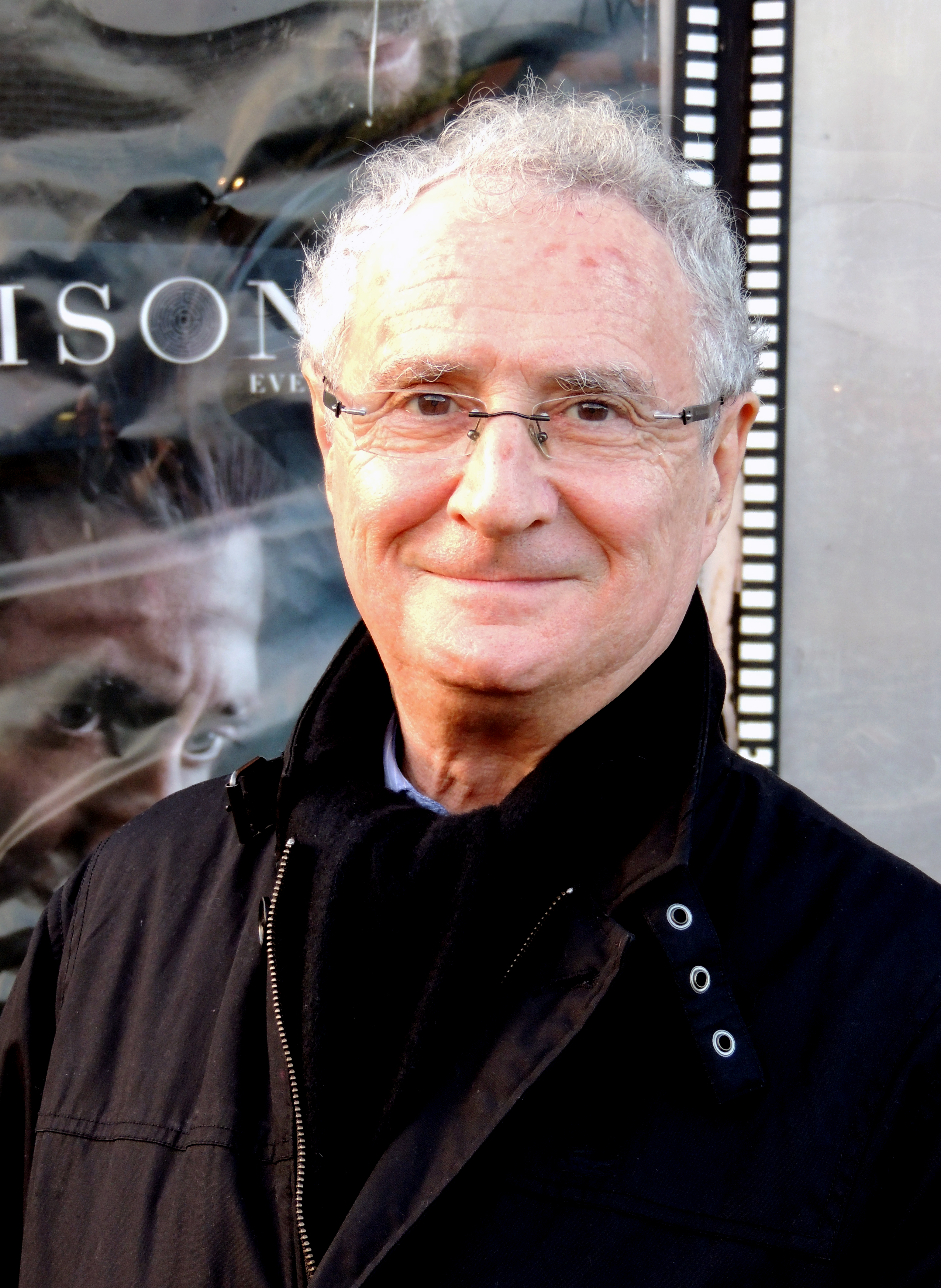
Daniel Prévost, 2013

Daniel Marceau Prévost (* 20. Oktober 1939 in Garches, Paris) ist ein französischer Humorist, Theater- und Filmschauspieler.

## Leben
Prévost wurde 1939 im Pariser Stadtteil Garches geboren und wuchs ohne Vater in einem Arbeiterumfeld auf. Erst im Alter von 35 Jahren erfuhr er von einer im Sterben liegenden Tante, dass sein Vater ein Kabyle aus Algerien war. Als Kind schrieb er Gedichte, um den Tod seiner Großmutter zu verarbeiten. Nach einem dreijährigen Studium an der École de la rue Blanche, einer von drei nationalen Schauspielschulen Frankreichs, war er ab den 1960er Jahren häufig auf der Bühne in Stücken Molières zu sehen. Als er 1964 in Robert Roccas Un certain monsieur Blot auftrat, lernte er den Regisseur Jean Yanne und den Schauspieler Michel Serrault kennen, mit denen er später mehrfach zusammenarbeitete. 1966 stand er erstmals vor der Filmkamera. Seither trat er in mehr als 70 Kinofilmen zumeist in komödiantischen Nebenrollen auf. Bekannt wurde er jedoch im französischen Fernsehen durch die Satiresendung Le Petit rapporteur (1975–1976).
Im Jahr 1985 veröffentlichte er mit Coco belles-nattes das erste mehrerer teils autobiografischer Bücher. 1995 folgte Le Pont de la révolte, 1998 Le Passé sous silence. Zudem verfasste er Theaterstücke wie Vite une femme und Sodome et Virginie. Für seine erste große dramatische Rolle in der Literaturverfilmung Uranus (1991) an der Seite von Gérard Depardieu und Philippe Noiret erhielt er eine Nominierung für den César als Bester Nebendarsteller, den er schließlich 1999 für die Rolle eines Steuerfahnders in der Filmkomödie Dinner für Spinner gewinnen konnte. 
Seine dänische Ehefrau Jette, eine Tänzerin, die er im Alter von 21 Jahren bei einer Theaterinszenierung von Molières Der eingebildete Kranke in Dänemark kennengelernt hatte, starb am 19. März 2007. Aus der Verbindung gingen die drei Söhne Sören, Christophe und Erling hervor. Im Jahr 2008 war Prévost in dem aus seiner Feder stammenden Theaterstück Federico, l’Espagne et moi unter der Regie seines Sohnes Erling auf der Bühne zu sehen. Seit April 2008 ist er mit Françoise Marie Di Ciacco verheiratet.

## Filmografie (Auswahl)
- 1969: Erotissimo

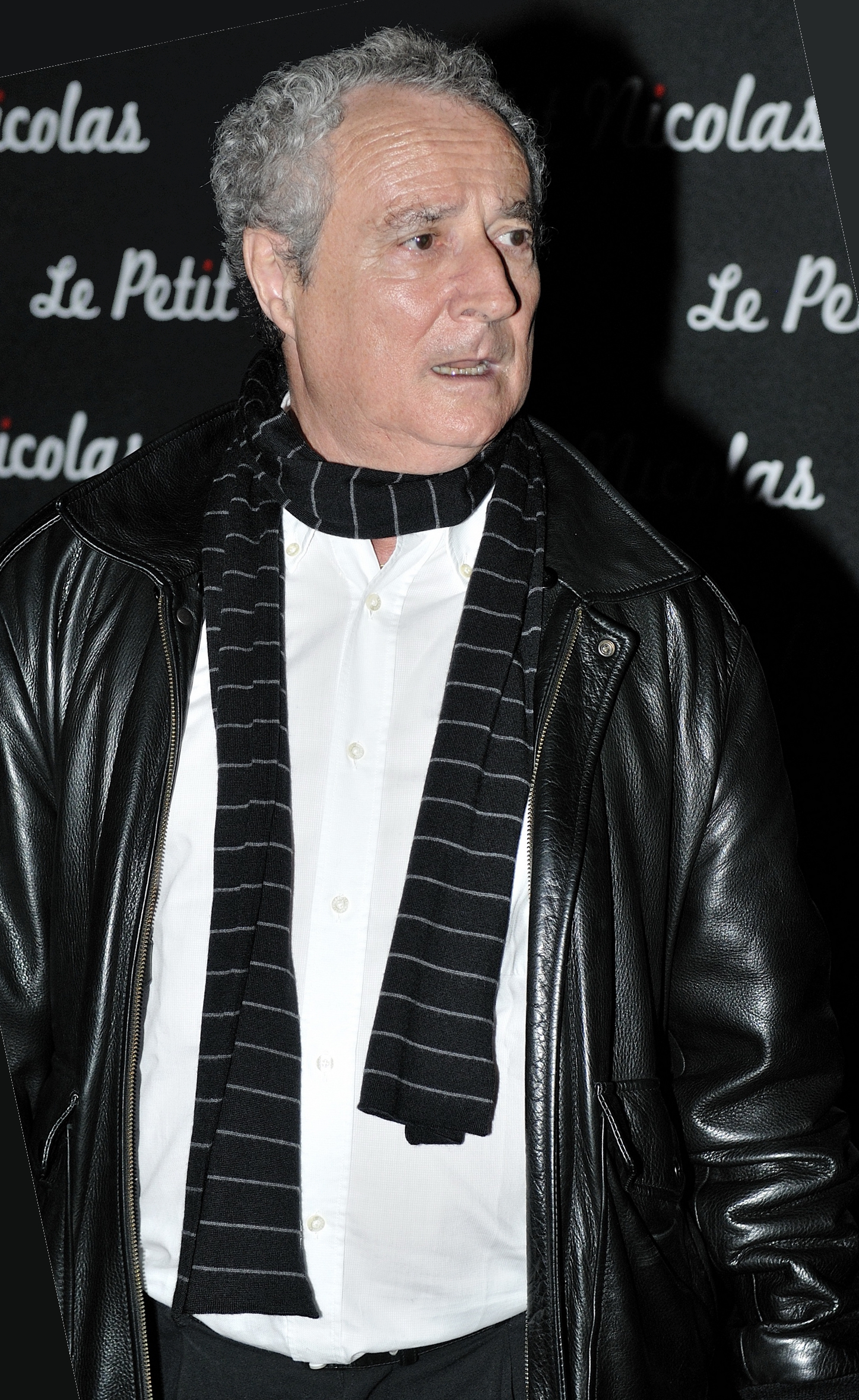
Prévost bei der Premiere von Der kleine Nick in Paris, 2009

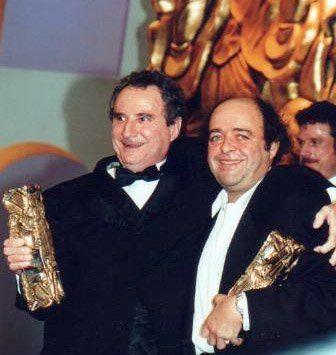
Prévost (links) mit Jacques Villeret bei der César-Verleihung 1999

- 1971: Der große Coup des Kommissars (Laisse aller … c’est une valse)
- 1971: Eine französische Ehe (Les Saintes chéries) (TV-Serie, drei Folgen)
- 1972: Die große Masche (Tout le monde il est beau, tout le monde il est gentil)
- 1972: Die Superlady (Elle cause plus, elle flingue)
- 1973: Durch Paris mit Ach und Krach (Elle court, elle court la banlieue)
- 1973: Pardon, Genossen! Edel sei der Mensch, hilflos und reich (Moi y’en a vouloir des sous)
- 1973: Ich weiß von nichts und sage alles (La Femme de l’aviateur)
- 1974: Der große Blonde mit dem blauen Auge (Juliette et Juliette)
- 1974: Die Chinesen in Paris (Les Chinois à Paris)
- 1974: Hummeln im Hintern (La Gueule de l’emploi)
- 1976: Was macht der Hund im Ehebett? (Cours après moi … que je t’attrape)
- 1979: Mein Partner Davis (L’associé)
- 1981: Alles im Griff (Fais gaffe à la gaffe!)
- 1985: Meilensteine des Lebens (Tranches de vie)
- 1989: Palace (TV-Reihe, vier Folgen)
- 1990: Uranus
- 1992: Room Service
- 1992: L’Œil qui ment
- 1992: Das Geld auf der Straße (Pognon sur rue) (TV-Film)
- 1993: Une journée chez ma mère
- 1995: Julie und die Dickschädel (Le Combat des reines) (TV-Film)
- 1994: Die Auferstehung des Colonel Chabert (Le Colonel Chabert)
- 1996: Le Plus beau métier du monde
- 1996: Die Fälle des Monsieur Cabrol (Les Cinq dernières minutes) (TV-Reihe, eine Folge)
- 1997: Straight into the Wall (Droit dans le mur)
- 1997: Le Comédien
- 1998: Un grand cri d’amour
- 1998: Dinner für Spinner (Le Dîner de cons)
- 1999: Asterix und Obelix gegen Caesar (Astérix et Obélix contre César)
- 2000: Les Insaisissables
- 2001: Un crime au paradis
- 2002: Bad, Bad Things (Mon idole)
- 2003: Pas sur la bouche
- 2006: Tödlicher Kompromiss (René Bousquet ou le Grand Arrangement) (TV-Film)
- 2006: Trautes Heim, Glück allein (La Maison du Bonheur)
- 2008: Ein Mann und sein Hund (Un homme et son chien)
- 2008: Home Sweet Home
- 2009: Der kleine Nick (Le Petit Nicolas)
- 2009: Lucky Luke
- 2010: Les Petits ruisseaux
- 2013: Eine ganz ruhige Kugel (Les invincibles)
- 2014: Der kleine Nick macht Ferien (Les Vacances du Petit Nicolas)
- 2017: We Are Tourists
- 2017: Die Pariserin – Auftrag Baskenland (Mission Pays Basque)
- 2019: Nina (TV-Serie, eine Folge)
- 2020: Lucky

## Theaterauftritte (Auswahl)
- 1964: Un certain monsieur Blot
- 1973: La Main passe
- 1977: Grandeur et misère de Marcel Barju – Théâtre Fontaine
- 1979: Venez nombreux – One-Man-Show, Théâtre des 400 coups
- 1979: La Galipette – Théâtre Petit Marigny
- 1988: Drôle de couple – Théâtre Saint-Georges
- 1990: Vite une femme – Théâtre Michel
- 1991: Deconnage immediat – One-Man-Show, Grand Théâtre d’Edgard
- 1993: La Frousse – Théâtre Edouard VII
- 1996: Der Geizige (L’Avare) – Théâtre de Boulogne Billancourt
- 2002: Sodome et Virginie – Théâtre de la Gaîté Montparnasse
- 2005–2006: Être ou ne pas être Daniel Prévost – One-Man-Show, unter anderem Comédie des Champs-Elysées
- 2009: Federico, l’Espagne et moi – Studio des Champs-Elysées
- 2014–2015: The Star-Spangled Girl – Théâtre Saint-Georges

## Auszeichnungen
- 1991: Nominierung für den César in der Kategorie Bester Nebendarsteller für Uranus
- 1999: César in der Kategorie Bester Nebendarsteller für Dinner für Spinner